# 이용남
이용남(李龍男)은 대한민국의 배우였다.

## 생애
경성부에서 출생한 그녀는 경성여자고등상업학교 중퇴 후 1941년(16세 때) 연극배우 첫 데뷔하였다. 1944년에 동료 연극배우 강계식(姜桂植)과 결혼하였으며 1년 후가 지나자 8·15(광복)를 목도하였고 그 후 2000년 1월 13일을 기하여 부군 강계식과 사별할때까지 강계식과 함께 해로하는 등 그 시절 보기 드문 소위 연극배우로서의 모범적인 가정을 표하였다. 26년여 시절을 줄곧 연극배우로만 활약하다가 1967년 영화배우로도 데뷔하였으며 1968년 영화 《대원군》의 부대부인 여흥 민씨 역으로 그 시절 대중들에게 유명하여졌다. 그 후 1975년 영화 《욕망》을 끝으로 영화배우 분야에서 은퇴하였으며 1976년 연극 《연꽃》을 끝으로 연극배우 분야에서 은퇴하였다.

## 학력
- 경성효창소학교 졸업
- 경성여자고등상업학교 중퇴

## 출연작

### 연극
- 1941년 《춘향전》
- 1942년 《협객 홍길동》
- 1943년 《심청전》
- 1956년 《검사와 여선생》
- 1958년 《아랑아 아랑아》
- 1976년 《연꽃》

### 영화
- 1967년 《이조잔영》
- 1968년 《대원군》
- 1968년 《저 언덕을 넘어서》
- 1968년 《여자의 일생》
- 1969년 《이조 여인잔혹사》
- 1975년 《욕망》

### TV 드라마
- 1969년 《지령3호》 - (TBC 동양방송)